# Onia III
Onia III (in ebraico חוֹנִיּוֹ‎?; Ḥōniyyō; ... – II secolo a.C.) è stato un sacerdote ebreo antico, sommo sacerdote del Tempio di Gerusalemme.
Nel Secondo libro dei Maccabei viene descritto come un uomo pio e fedele alle tradizioni ebraiche, che coraggiosamente si oppose alle infiltrazioni culturali e religiose dell'ellenismo.

## Storia
Onia era figlio del sommo sacerdote Simone II, proveniente da una illustre famiglia che da generazioni esercitava la carica. All'epoca Gerusalemme e la Giudea erano possedimenti dell'impero seleucide, uno degli Stati che si erano originati dal disfacimento dell'impero di Alessandro Magno. In un primo tempo i rapporti tra i dominatori e i sudditi ebrei erano abbastanza stabili, perché i re seleucidi Antioco III e Seleuco IV garantivano ampie libertà religiose, fra cui il diritto di nominare i sacerdoti del Tempio secondo le norme della Legge Mosaica. Tuttavia sussistevano tensioni tra correnti più tradizionaliste e il giudaismo ellenistico. Così scoppiò una disputa tra il sommo sacerdote Onia III e un funzionario del Tempio di nome Simone. Quest'ultimo, appartenente alla fazione degli ellenisti, secondo il testo del secondo libro dei Maccabei, suggerì al re seleucide, all'epoca indebitato con la repubblica di Roma a seguito della pace di Apamea, di impadronirsi del tesoro custodito nel Tempio di Gerusalemme. Eliodoro, l'inviato del re, fu vanamente scongiurato da Onia di non commettere un simile sacrilegio, ma Eliodoro fu comunque costretto a desistere dall'apparizione miracolosa di un cavaliere dorato, che lo cacciò dal Tempio. Ciò però non pose fine alla disputa con i Giudei ellenisti e Simone tornò ad attaccare Onia presso il re seleucide, che, dopo la morte di Seleuco IV, era divenuto Antioco IV. Quest'ultimo ruppe con politica di tolleranza dei suoi predecessori e nel 175 a.C. insignì come sommo sacerdote al posto di Onia Giasone, appartenente alla corrente del Giudaismo ellenistico, il quale, secondo il testo di 2Maccabei, si era comprato il titolo con la promessa di versargli un'enorme quantità di argento (440 talenti, più altri 150 in cambio dell'autorità di erigere in Gerusalemme un ginnasio e altre strutture tipiche delle città greche). Quattro anni dopo Giasone fu a sua volta destituito per ordine del re, quando Menelao offrì ad Antioco ricchezze ancora maggiori in cambio della carica. Per trovare fondi, Menelao mise le mani sugli arredi sacri del Tempio, al che Onia si recò ad Antiochia per appellarsi al re contro questo sacrilegio, ma Menelao corruppe un governante siro di nome Andronico, il quale fece trascinare Onia fuori dal santuario di Dafne, ove si era rifugiato, e lo assassinò. Il delitto suscitò una tale impressione, che lo stesso re Antioco fece giustiziare Andronico, ma non rimosse Menelao dal suo incarico.
La versione di 2Maccabei diverge in parte con quella fornita dallo storico Giuseppe Flavio in Antichità giudaiche. Ivi è scritto che Giasone divenne sommo sacerdote nel 175 a.C. dopo che Onia III era già morto. In più suscita una certa confusione il fatto che Onia III, Giasone e Menelao (il cui nome originariamente era pure Onia) vengano presentati come fra loro fratelli. E Menelao in 2Maccabei viene detto essere fratello di quel Simone, che aveva incoraggiato la missione di Eliodoro a Gerusalemme, e questo Simone viene detto essere un Beniaminita, il che appare inverosimile, perché le cariche religiose nel Tempio venivano trasmesse per via ereditaria in seno ad alcune famiglie appartenenti alla stirpe di Aronne, che era della Tribù di Levi. Sembra quindi che sia Giuseppe Flavio che l'autore di 2 Maccabei abbiano commesso degli errori di trascrizione, forse indotti dall'ampia diffusione dei nomi di Onia e Simone.